# Praeacanthonchus cygnis
Praeacanthonchus cygnis is een rondwormensoort uit de familie van de Cyatholaimidae. De wetenschappelijke naam van de soort is voor het eerst geldig gepubliceerd in 1970 door Inglis.